# .ua
‎.ua‏ دامنه اینترنتی کشور اوکراین است.